# معدل الطاقة
في الهندسة الكهربائية، الهندسة الميكانيكية و الأنظمة الأخرى، معدل الطاقة لمعدة ما يعرف على أنه أعلى طاقة دخل مسموح بها للتدفق خلال معدة معينة. وبالنسبة إلى نظام خاص، فإن كلمة «الطاقة» يمكن أن تشير إلى الطاقة الكهربائية أو الميكانيكية. ومعدل الطاقة يمكن أن يشمل أيضا الطاقة المتوسطة والقصوى، والتي من الممكن أن تتغير بناء على نوع المعدة أو تطبيقاتها.
يتم وضع حدود معدل الطاقة عادة بواسطة الشركات المصنعة، لحماية المعدة وتبسيط التصميم للأنظمة الكبيرة، عن طريق توفير مستوى تشغيل يمكن للمعدة العمل تحته بدون أن تتضرر حيث يقدم مقدار كبير من الأمان.

## أنواع المعدَّات

### معدة تبديدية

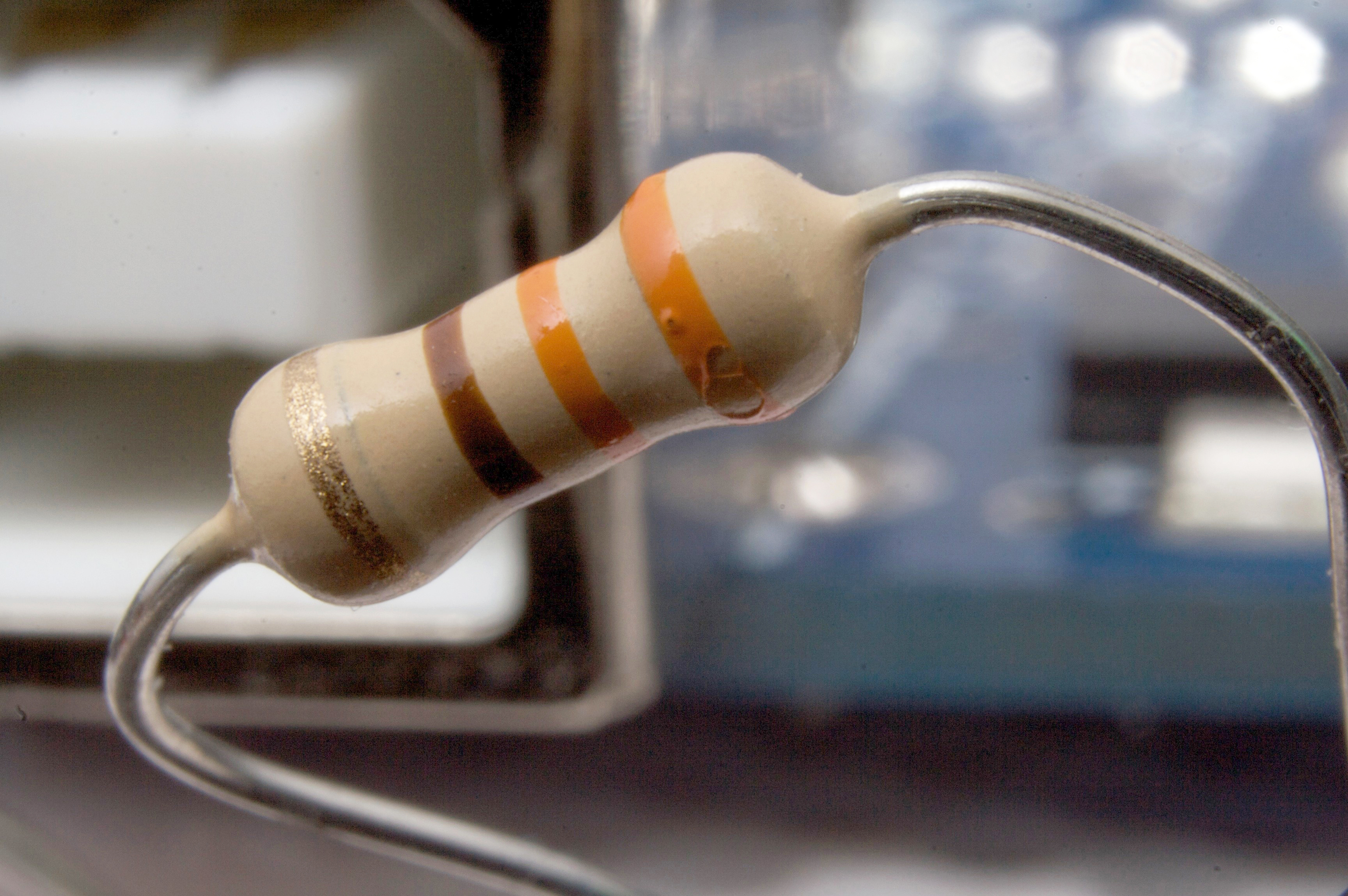
مقاوم كهربي

في المعدة التي تقوم بتبديد الطاقة الكهربائية أو تحويلها إلى طاقة ميكانيكية، مثل المقاوم الكهربائي و مكبر الصوت، يكون معدل الطاقة عادة هو أقصى طاقة يمكن أن تبدد بأمان بواسطة المعدة. والسبب الأساسي لهذا الحد هو الحرارة، على الرغم من أنه في الأجهزة الكهروميكانيكية، وخصوصا مكبرات الصوت، فإنه يستخدم لمنع الأضرار الميكانيكية.عندما تكون الحرارة معامل محدد، فإنه يمكن حساب معدل الطاقة بسهولة. أولا، كمية الحرارة التي يمكن فقدها بأمان بواسطة الجهاز ({\displaystyle P_{D,max}}) يجب أن يتم حسابها. وهذا يتعلق بأقصى درجة حرارة تشغيل أمنة، درجة الحرارة المحيطة أو درجة الحرارة التي يعمل عندها الجهاز وطريقة التبريد. إذا كانت ({\displaystyle T_{D,max}})هي أقصى درجة حرارة تشغيل أمنة للجهاز، ({\displaystyle T_{A}}) هي درجة الحرارة المحيطة و ({\displaystyle \theta _{DA}}) هي المقاومة الحرارية الكلية بين الجهاز والمحيط الخارجي، فإن أقصى تبديد (فقد) طاقة يتم حسابه كالتالي:
{\displaystyle P_{D,max}={\frac {T_{D,max}-T_{A}}{\theta _{DA}}}}
إذا تم تبديد كل الطاقة بالجهاز كحرارة، فإن ذلك يطلق عليه معدل الطاقة.

### معدة ميكانيكية
بالنسبة للمحركات (الكهربية، الهيدروليكية أو أنواع أخرى)، يعرف معدل الطاقة لهم على أنه طاقة خرجهم وليس طاقة دخلهم خلال المعدة.
هذا التعريف يميل إلى التعريف العام المشار إليه أعلاه، وأفضل من حيث ارتفاع كفاءة المعدات.
بإتباع الحسابات السابقة، إذا تم تحويل معظم الطاقة إلى طاقة ميكانيكية، فإننا بحاجة إلى معرفة الكفاءة الميكانيكية ({\displaystyle \eta }). وبالتالي فإن معدل الطاقة يعطى بالعلاقة:
{\displaystyle P_{max}={\frac {P_{D,max}}{1-\eta }}}
ملاحظة: هذه هي الطاقة الحقيقية أو الفعالة التي تم تبديدها بواسطة الجهاز.

### أجهزة تحويل الطاقة
في الأجهزة التي تقوم بتحويل أنواع مختلفة من الطاقة الكهربائية، مثل المحولات أو التي تقوم بنقل الطاقة من مكان لأخر، مثل خطوط النقل، فإن معدل الطاقة غالبا يشير إلى أقصى طاقة متدفقة خلال الجهاز، وليس الطاقة المبددة خلاله. السبب الأساسي لهذا الحد هو الحرارة، ويتم حساب تبديد الحرارة القصوى كما هو مذكور أعلاه.
يتم إعطاء معدل الطاقة غالبا بالوات للطاقة الحقيقية وبالفولت أمبير للطاقة الظاهرية، مع أنَّ هذه الأجهزة تستخدم في أنظمة الطاقة، فإنه يمكن إعطاء كلاهما بنظام لكل وحدة. يتم تقدير الكبل غالبا بإعطاء أقصى جهد و سعة التيار لهم. وبسبب اعتماد معدل الطاقة على طريقة التبريد، فإنه يمكن تصنيف المعدلات المختلفة للتبريد بالهواء، والتبريد بالماء والخ.

## المتوسط مقابل الأقصى

نموذج كبل محوري

بالنسبة لأجهزة التشغيل المترددة (مثل الكابل المحوري، مكبرات الصوت)، فإنه يوجد تقديرين لمعدل الطاقة، معدل الطاقة الأقصى ومعدل الطاقة المتوسطة. بالنسبة لبعض الأجهزة، فإن أقصى معدل طاقة يحدد التردد المنخفض أو طاقة النبضة، حيث أن معدل الطاقة المتوسط يحدد تشغيل التردد العالي. وتعتمد حسابات الطاقة المتوسطة على بعض الفروض مثل كيفية استخدام الجهاز. على سبيل المثال، طريقة تقدير تحالف الصناعات الإلكترونية لمكبرات الصوت تستخدم إشارة ضوضاء التي تحاكي الموسيقى وتسمح بأقصى جولة وتساوي 6 ديسيبل، لذلك فإن تقدير تحالف الصناعات الإلكترونية ل 50 وات توافق التقدير الأقصى ل 200 وات.

## أقصى تقدير مستمر
أقصى تقدير مستمر (MCR) يعرف على أنه أقصى طاقة خرج (MW) يمكن لمحطة توليد طاقة كهربائية إنتاجها باستمرار تحت الظروف العادية لمدة عام. وتحت الظروف المثالية، فإن الخرج الحقيقي يمكن أن يكون أعلى من أقصى تقدير مستمر.
أثناء الشحن البحري، تعمل السفن عادة عند التقدير المستمر الرمزي (NCR) والذي يساوي 85% من 90% من أقصى تقدير مستمر. ال 90% من أقصى تقدير مستمر هو عادة الخرج التعاقدي حيث يتم تصميم المروحة عليه. ولذلك فإن الخرج التي تعمل عليه السفن يساوي تقريبا من 75% إلى 77% من أقصى تقدير مستمر.

## تعريفات أخرى
في بعض مجالات الهندسة، فإنه يتم استخدام مجموعة معقدة من معدلات الطاقة. على سبيل المثال، يتم تقدير محركات الهليكوبتر بالقدرة المستمرة (التي لا تحتوي على قيد زمني)، معدلات طاقة الإقلاع والتحليق (تعرف على أنها النصف لكل ساعة تشغيل واحدة). الطاقة القصوى للطوارئ (والتي يمكن أن تستمر لمدة دقيقتين أو ثلاثة دقائق)، ومعدل طاقة الطوارئ (نصف دقيقة).

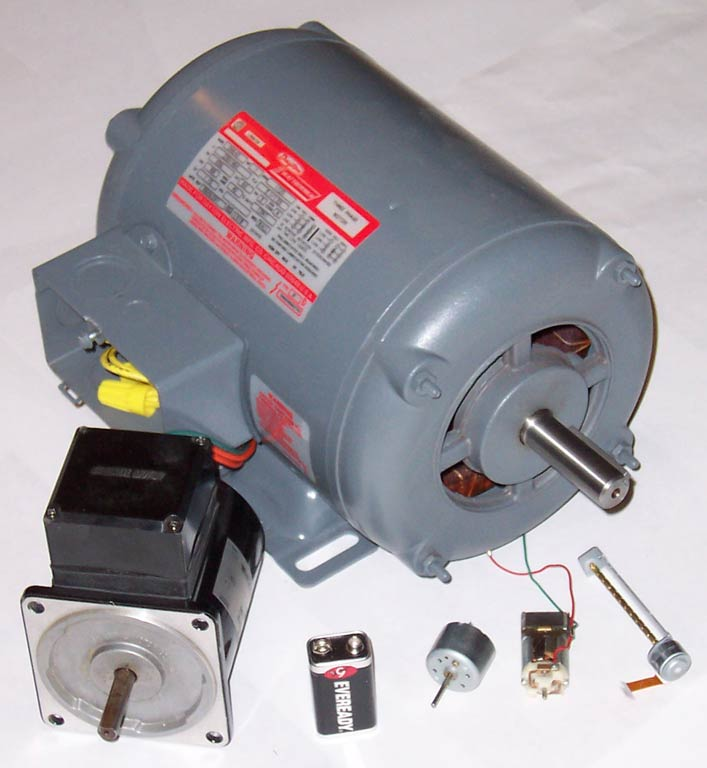
أنواع وأحجام مختلفة من المحركات الكهربائية

بالنسبة للمحركات الكهربائية، يتم نقل نوع مشابه من المعلومات بواسطة معامل الخدمة، والذي يكون مضاعف عندما يتم تطبيقه على طاقة الخرج المقدرة، ويعطي مستوى قوة للمحرك بحيث يمكن الحفاظ عليها لفترات زمنية أقصر. معامل الخدمة عادة يكون في المعدل من 1.15 إلى 1.4، كما أن الشكل التوضيحي يكون أقل لمحركات الطاقة العالية. لكل ساعة تشغيل لمعامل الخدمة، فإن المحرك يخسر ساعتين أو ثلاثة من عمره الافتراضي عند القدرة المقننة، على سبيل المثال، عمره الافتراضي ينخفض إلى أقل من النصف للتشغيل المستمر عند هذا المستوى. ويتم تعريف معامل الخدمة في نظام المعهد القومي الأمريكي للقياس و الرابطة الوطنية لمصنعي الأجهزة الكهربائية، ويستخدم عامةً في الولايات المتحدة الأمريكية. كما لا يتم تعريف معامل الخدمة في نظام الجنة الكهروتقنية الدولية.
تجاوز معدل الطاقة لجهاز ما بأكثر من هامش السلامة الوضوع بواسطة الشركة المصنعة يؤدي إلى الإضرار بالجهاز بجعل درجة حرارة التشغيل تتجاوز المعدلات الأمنة. في أشباه الموصلات، يمكن أن يحدث الضرر بسرعة جدا. تجاوز معدل الطاقة لمعظم الأجهزة لفترة زمنية قصيرة جدا قد لا يكون ضار، ولكن حدوثه بانتظام يؤدى إجمالا إلى الضرر بالجهاز.
معدل الطاقة للأجهزة الكهربائية و خطوط النقل يكون دالة في زمن الحمل و درجة الحرارة المحيطة، فعلى سبيل المثال، يمكن لخط النقل أو المحول حمل أحمال أكثر في الطقس البارد عنها في الطقس الحار. زيادة الأحمال اللحظية تتسبب في ارتفاع درجات الحرارة و تدمير العزل، ويمكن اعتبارها معدلات مقبولة في حالات الطوارئ. يتغير معدل الطاقة لأجهزة التشغيل بناء على جهد الدائرة وأيضا التيار. في تطبيقات الفضاء و التطبيقات العسكرية، يمكن للجهاز جمل قدرة عالية أكثر من المسموح بها للعمل لعمر افتراضي كبير.

## أمثلة

### مضخمات الصوت

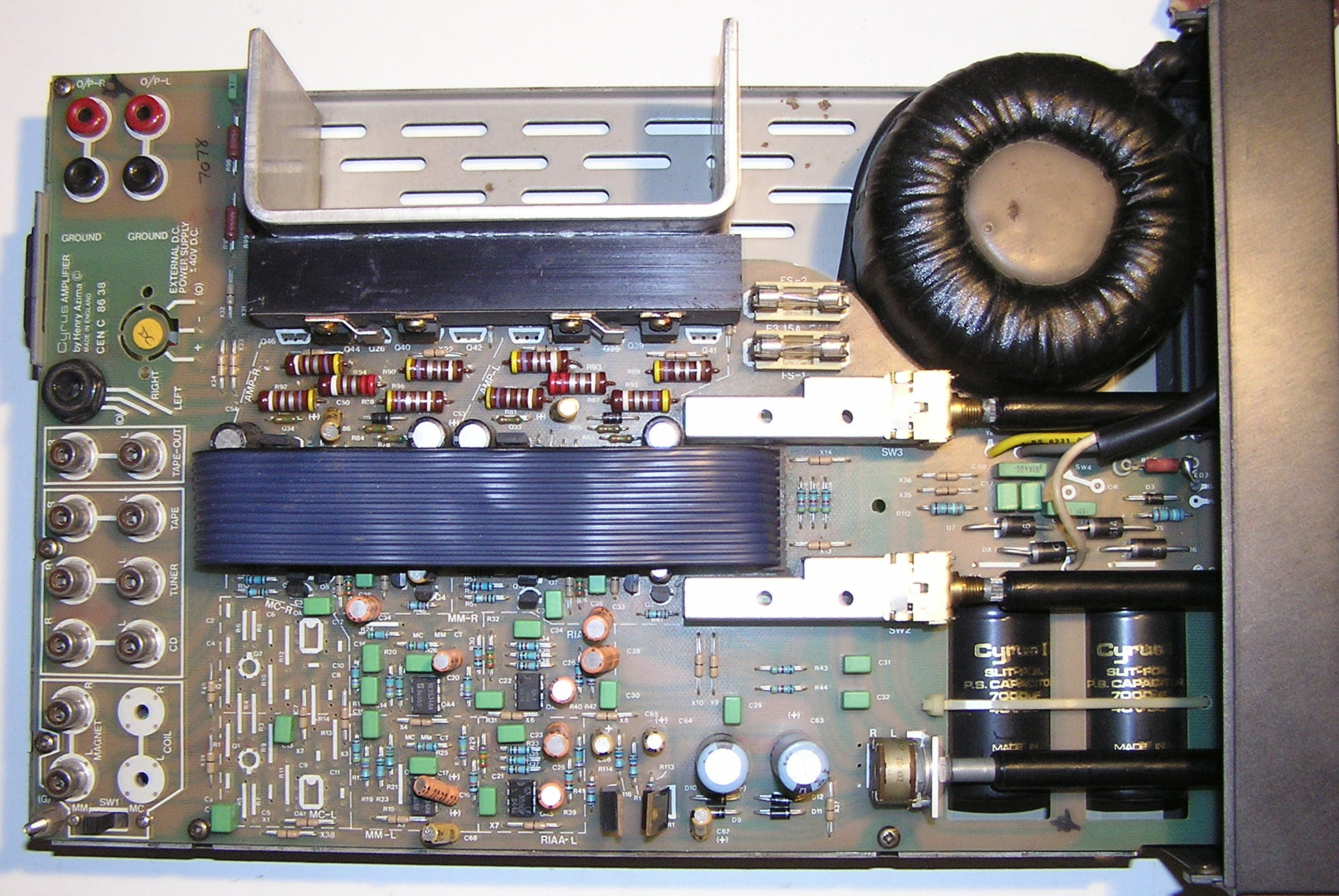
مضخم صوت في جهاز HiFi.

يتم وضع معدل الطاقة لمضخم الصوت عادة بتوجيه الجهاز تحت الاختبار إلى بدأ إزالة قيمة محددة سلفا من التشوه، وتختلف على حسب الشركة المصنعة أو خط الإنتاج. توجيه المضخم إلى قيمة تساوي 1% من مستوى التشوه تؤدي إلى رفع معدل الطاقة أكثر من توجيهه إلى 0.01% من مستوى التشوه. وبالمثل، فإن اختبار المضخم عند تردد متوسط المدى، أو اختبار قناة واحدة فقط من مكبر للصوت ثنائي القناة، سوف يساهم في قدرة أعلى من إذا تم اختباره تحت تردد معين لكلا القناتين. وتستخدم الشركات المصنعة هذه الطرق لتسويق المضخمات التي تنتج طاقة خرج عالية مع مقدار من التشوه.
على سبيل المثال، لجنة التجارة الإتحادية (FTC) أنشأت نظام تقدير للمضخم حيث يتم اختبار الجهاز على كلا القناتين تحت تردد معلن عنه، ولا يزيد مستوى التشوه عن المستوى المعلن عنه. نظام تقدير جمعية الصناعات الإلكترونية (EIA) يحدد طاقة المضخم بقياس قناة واحدة عند 1.000 هرتز، وبمستوى إزالة تشوه يساوي 1%. استخدام طريقة جمعية الصناعات الإلكترونية تزيد من تقدير المضخم بنسبة 10 إلى 20% من طريقة لجنة التجارة الإتحادية.

### الوحدات الضوئية

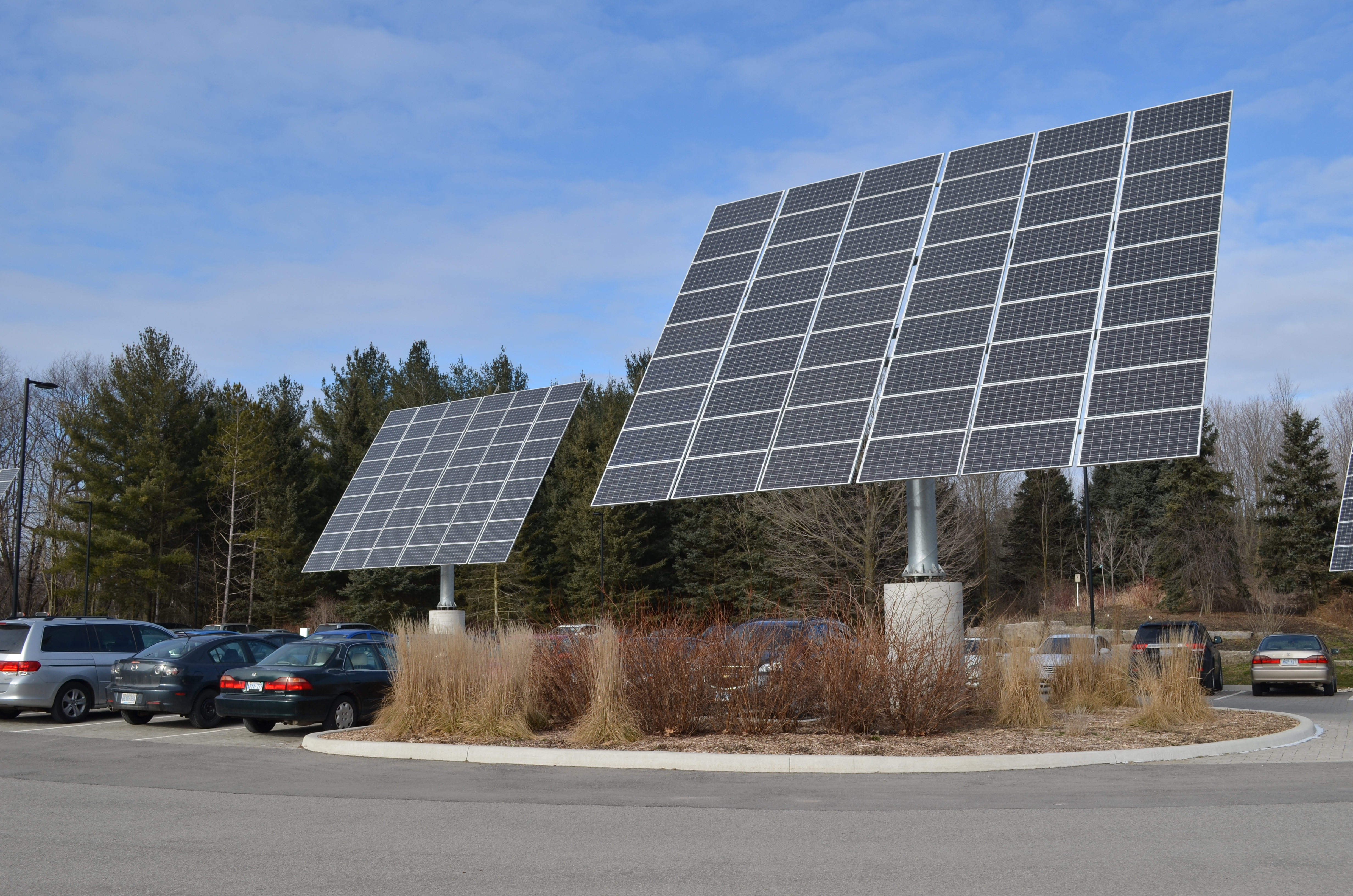
وحدة ضوئية

يتم تحديد الطاقة المقننة لوحدة ضوئية بقياس التيار والجهد عند تغيير المقاومة تحت إضاءة محددة. يتم تحديد الشروط في مستويات مثل IEC 61215، IEC 61646 و UL 1703، وتحديدا شدة الضوء تساوي 1000 وات / متر مربع. وبطيف مشابه لسقوط ضوء الشمس على سطح الأرض عند مجال 35 درجة في الصيف ودرجة حرارة الخلايا تساوي 25 درجة سيلزيوس. وتقاس الطاقة عند تغيير الأحمال المقاومة بالوحدة الضوئية بين دائرة مفتوحة ودائرة مغلقة.
تقاس أقصى طاقة عند الطاقة المقننة للوحدة بالوات. وبالعامية يتم كتابته بالرمز " Wp"، وهذه الصيغة عامية لأنها خارج المعيار ويتم إضافة ملحقات إلى نظام الوحدات الدولي. ولحساب الكفاءة فإنها تساوي حاصل قسمة الطاقة المقننة على الطاقة الضوئية الساقطة على الوحدة (مساحة 1000 وات/ متر مربع).